# Torsten Spittler
Torsten Frank Spittler (Augusta, 7 novembre 1961) è un allenatore di calcio tedesco.

## Carriera
Ha iniziato la carriera allenando a livello giovanile: dalla stagione 1993-1994 ha allenato la squadra Under-18 del Monaco 1860,mentre in seguito, nel 1998, ha lavorato come vice nella nazionale tedesca Under-16.
Nel 1999 ha allenato prima l'Alberta Soccer Association e, in seguito, la nazionale nepalese; in seguito dal 1999 al 2000 ha allenato il Perak, nella prima divisione malese, vincendo anche una Coppa di Malesia. Dal 14 aprile 2006 al 2007 ha allenato i canadesi dell'Okanagan Challenge, squadra di Pacific Coast Soccer League (quarta divisione del campionato canadese di calcio.
Nel corso della carriera ha anche allenato varie nazionali e nazionali giovanili di vari Paesi, fra cui Yemen (dal 2003 al 2004), Siria, Mozambico (dove dal 2009 al 2011 è stato direttore tecnico delle nazionali giovanili locali), Sierra Leone (dove dal maggio al giugno del 2005 ha lavorato come istruttore di allenatori locali), India e nuovamente in Malaysia.
Dal 2014 al 2015 ha lavorato in Oman, come consulente per la federazione del Paese asiatico; dal 2015 al 2016 lavora come consulente per la federazione del Bhutan, lavorando alla formazione di allenatori locali, mentre dall'ottobre del 2016 allena la nazionale bhutanese.

## Palmarès

### Allenatore

#### Competizioni nazionali
- Coppa di Malesia: 1

Perak: 2000